# 佳洁士
佳洁士（Crest）是宝洁公司的口腔护理品牌，于1955年在美国诞生，出品各类牙膏、手动牙刷、牙贴、入门级电动牙刷等。
佳洁士因为其独创的氟泰配方具有的高效防蛀功能，所以成为第一支被美国牙医学会（ADA）认可的防蛀牙膏，这被视为世界牙膏技术发展史上的一大里程碑。

## 事件

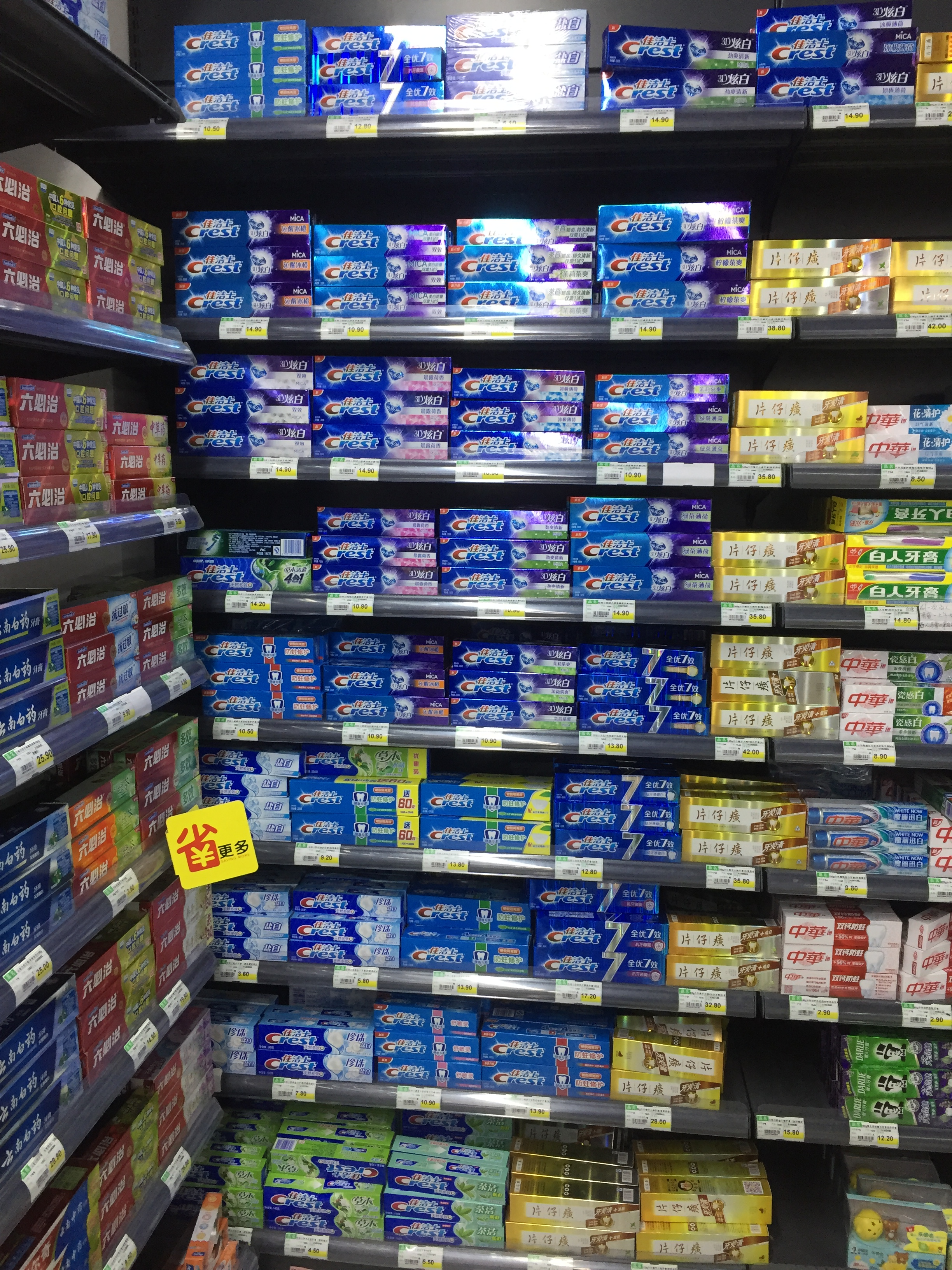
佳洁士牙膏在中国大陆的产品

- 1985年佳洁士推出了世界第一支防治牙石的牙膏，并从此成为业界的领袖品牌之一。
- 1996年6月，佳洁士进入中国市场，先后在广州，北京等各大城市上市，并于1997年1月起开始在全国全面推出打入市场。
- 2004，佳潔士重返香港市場。
- 2006年，李宇春代言佳洁士酷白体验系列3种口味的牙膏。
- 2007年年末，佳洁士支持笑笑团进行全国的旅行，收集中国十多个城市的微笑行动。
- 2015年3月，佳洁士因廣告不實被上海市工商局開出600多萬人民幣罰單，創下中國廣告造假罰單最高價紀錄，廣告中由小S代言双效炫白牙膏在廣告中聲稱一天就能美白牙齒，後經警方調查承認是廣告拍攝的電腦特效讓牙齒變白。3月22日，事件發酵後佳洁士於網站刊出回應，央視節目稱其沒有認錯立場，回應中說產品符合質量安全與其廣告造假無關是轉移焦點[1]，又稱需搭配正確刷牙方法是可美白，但廣告中沒有此一提醒，也沒有提及一日變白的虛假電腦特效，意圖偷換概念。